# Koerilsk
Koerilsk (Russisch: Курильск; Japans: 紗那村; Shana) is een stad aan de Kitovybaai van de Zee van Ochotsk op het eiland Itoeroep van de Koerilen, bestuurlijk onderdeel van de Russische oblast Sachalin en vormt hierbinnen het bestuurlijk centrum van het district Koerilski. De stad heeft een zeehaven en een luchthaven.

## Geschiedenis
De huidige plaats werd gesticht door Russische zemleprochodtsy eind 18e eeuw op de plaats waar zich al vanaf 2000 v.Chr. de Ainu-nederzetting Shana bevond (Ainu voor "grote nederzetting aan de benedenloop van de rivier". In 1800 werd de plaats bezet door een Japans garnizoen. In 1807 viel de plaats ten prooi aan de plunderbende van de Russische luitenants Nikolaj Chvostov en Gavrilla Davidov, die gestuurd waren door Nikolaj Rezanov, die boos was over het feit dat zijn diplomatieke missie naar Japan was mislukt. Deze twee, die eisten dat Japan Sachalin en de Koerilen zouden verlaten en buiten de Russische tsaren om handelden, bestalen de lokale Ainu en staken het dorp in brand. Twee mannen die waarschijnlijk te veel hadden gedronken bleven achter en werden, toen de Japanners hen vonden, onthoofd en hun hoofden naar Hakodate gestuurd. De Japanners waren woest en sommigen riepen op om "heel Rusland te veroveren". Uiteindelijk legde de Russische regering in Sint-Petersburg de schuld bij de Russisch-Amerikaanse Compagnie uit Irkoetsk en lokale Siberische bestuurders, daar de beide luitenants toen al gestorven waren toen ze 's nachts per ongeluk een open ophaalbrug in Sint-Petersburg misten en in het water vielen. Japan weigerde deze verklaring echter te accepteren en toen onderzoeker Vasili Golovnin in 1811 Kunashiri bezocht, werd hij gevangengenomen en twee jaar vastgehouden.
In 1855 werd de plaats overgedragen aan het Japanse Keizerrijk bij het Verdrag van Shimoda als onderdeel van de Zuidelijke Koerilen. De plaats werd het bestuurlijk centrum van het district Shana van de Japanse provincie Chishima. In 1940, vlak voor de Tweede Wereldoorlog bedroeg de bevolking 1.426 personen. Op 15 augustus 1945 bedroeg de bevolking 1.001 personen. Hoewel alle Japanse inwoners werden verbannen, is de Japanse plaats wettelijk gezien nooit opgeheven en houdt het stadsbestuur van Nemuro de Koseki (Japanse gezinsregistratie) bij van de plaats. In augustus 1945 werd de plaats ingenomen door het Rode Leger bij de verovering van de Koerilen tijdens Operatie Augustusstorm.
In 1947 werd de naam veranderd naar Koerilsk tijdens een Sovjetcampagne om alle Japanse namen in de Sovjet-Unie uit te wissen.

## Economie
In de stad bevinden zich onder andere een groot visstation voor de kweek van roze zalm, een hypermoderne visfabriek, enige visserij, een seismologisch station, een meteorologisch station en een tsunami-station.
In 2006 werd tijdens een bezoek van Sergej Ivanov de bouw van de nieuwe luchthaven Itoeroep aangekondigd. Deze luchthaven met een landingsbaan van 1500 meter moet voltooid zijn in 2010, waarbij de oude luchthaven zal sluiten. Er worden ook drie havens aangelegd bij de plaats voor de visserij.

## Demografie
| 1940  | 1945  | 1959  | 1970  | 1979  | 1989  | 2002  |
| ----- | ----- | ----- | ----- | ----- | ----- | ----- |
| 1.426 | 1.001 | 1.500 | 1.200 | 1.600 | 2.699 | 2.233 |